# Tolna
Tolna je mesto na Madžarskem, ki upravno spada pod okrožje Tolna Županije Tolna.